# Улица Лотикова (Моршанск)
Улица Лотикова — центральная улица Моршанска, ранее носившая название Софийская.

## История
В 1862 году по Высочайшему распоряжению в Моршанске была построена тюрьма, ныне следственный изолятор. Причем, возможно, на этом же месте ранее располагался острог. Здание тюремного замка выходило фасадом на Софийскую улицу. Вся его территория была обнесена высокой стеной из красного кирпича — брандмауэром, что со стороны Цны действительно делало его похожим на крепость. С одной стороны к тюрьме примыкал одноэтажный дом служебного жилья, сохранившийся и до наших дней. С другой стороны территория тюрьмы граничила с Никольским храмом (на территории учреждения сохранился подвал — зимник бывшей церкви).
После Великой Отечественной войны непродолжительное время носила название Зимина. Была так названа в честь Николая Николаевича Зимина, основателя детской медицины в Моршанске и Моршанском районе, заведующего детской амбулаторией, преподавателя фельдшерско-акушерской школы Моршанска, кавалера Ордена Ленина.
В последующем улица была переименована и названа в честь члена Моршанской группы РСДРП, преподавателя Моршанского реального училища Василия Петровича Лотикова, отца известного советского российского партийного деятеля Ивана Васильевича Лотикова.
На улице находятся: тюрьма (ИЗ-65/2), школа-интернат, дом, в котором жил Н. Н. Зимин, МОУ Средняя общеобразовательная школа № 1, множество магазинов.